# Нерівність Малера
У математиці нерівність Малера, названа на честь Курта Малера, стверджує, що середнє геометричне почленної суми двох скінченних послідовностей додатних чисел більше або дорівнює сумі їхніх двох окремих середніх геометричних:
{\displaystyle \prod _{k=1}^{n}(x_{k}+y_{k})^{1/n}\geq \prod _{k=1}^{n}x_{k}^{1/n}+\prod _{k=1}^{n}y_{k}^{1/n}}
коли {\displaystyle x_{k},y_{k}>0} для всіх {\displaystyle k}.

## Доведення
З нерівності середніх арифметичних і геометричних маємо:
{\displaystyle \prod _{k=1}^{n}\left({x_{k} \over x_{k}+y_{k}}\right)^{1/n}\leq {1 \over n}\sum _{k=1}^{n}{x_{k} \over x_{k}+y_{k}},}
і
{\displaystyle \prod _{k=1}^{n}\left({y_{k} \over x_{k}+y_{k}}\right)^{1/n}\leq {1 \over n}\sum _{k=1}^{n}{y_{k} \over x_{k}+y_{k}}.}
Отже,
{\displaystyle \prod _{k=1}^{n}\left({x_{k} \over x_{k}+y_{k}}\right)^{1/n}+\prod _{k=1}^{n}\left({y_{k} \over x_{k}+y_{k}}\right)^{1/n}\leq {1 \over n}n=1.}
Після позбавлення від знаменників маємо бажаний результат.